# Coesfeld
Coesfeld é uma cidade da Alemanha, capital do distrito homónimo, na região administrativa de Münster, estado da Renânia do Norte-Vestfália.

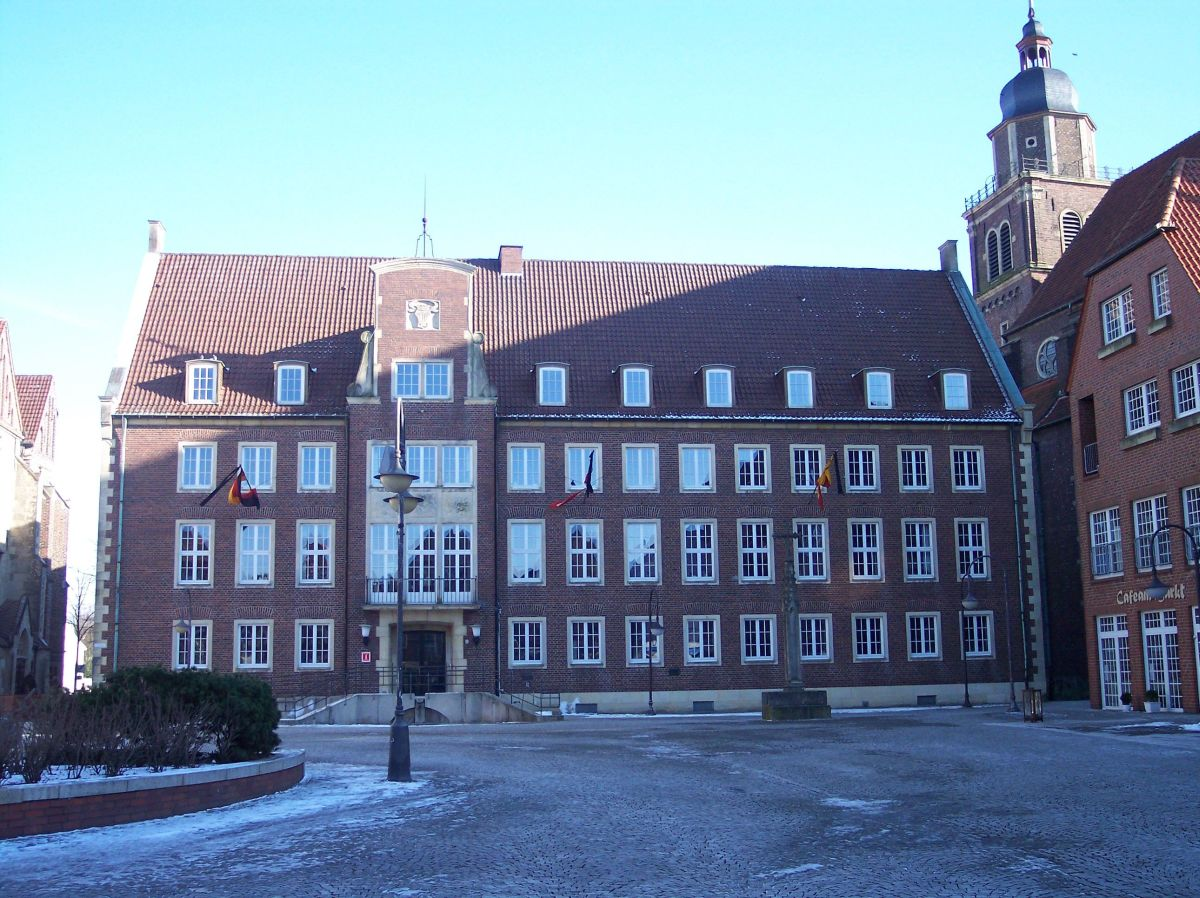
Prefeitura